# NGC 2314
NGC 2314 је елиптична галаксија у сазвежђу Жирафа која се налази на NGC листи објеката дубоког неба.
Деклинација објекта је + 75° 19' 40" а ректасцензија 7h 10m 31,8s. Привидна величина (магнитуда) објекта NGC 2314 износи 12,2 а фотографска магнитуда 13,2. Налази се на удаљености од 59,743 милиона парсека од Сунца. NGC 2314 је још познат и под ознакама UGC 3677, MCG 13-6-3, CGCG 348-32, PGC 20305.